# Domenico Piraino
Domenico Piraino (Milazzo, 17 marzo 1801 – Messina, 11 gennaio 1864) è stato un politico italiano.
Membro del Governo provvisorio dell'isola di Sicilia nel 1848, è stato governatore di Messina, sua patria, per tutto il periodo dell'assedio che sostenne (durato sedici mesi).
Piraino fu strenuo oppositore assieme a Giuliano Onofrio, entrambi esponenti del Comitato d'Azione peloritano.
Da Messina incoraggiò l'iniziativa del Comitato S. Eufemia con la promessa di inviare armi e uomini ma, dopo un reclutamento avviato nella Provincia, il Governo provvisorio di S. Eufemia fu sciolto il 4 luglio 1848.
Fu segretario di Stato per gli affari esteri e del commercio, e quindi Prefetto di Messina, sotto il Governo dittatoriale.
Nelle elezioni per la VIII legislatura fu eletto alla Camera in rappresentanza del collegio elettorale di Milazzo, ma prima ancora che l'elezione fosse stata accettò la carica di governatore della provincia di Messina, e la Camera, l'11 aprile 1861, da una parte ne convalidò l'elezione ma contemporaneamente dichiarò vacante il collegio.
Egli non poté fare atto di presenza in Senato, se non per pochi giorni sul finire di un periodo della Sessione nell'estate del 1862.
È sepolto nel Santuario San Francesco di Paola a Milazzo.